# Gé Röling
Gerard Victor Alphons (Gé) Röling ('s-Hertogenbosch, 16 augustus 1904 – Terwolde, 11 mei 1981) was een Nederlandse schilder en graficus.

## Leven en werk

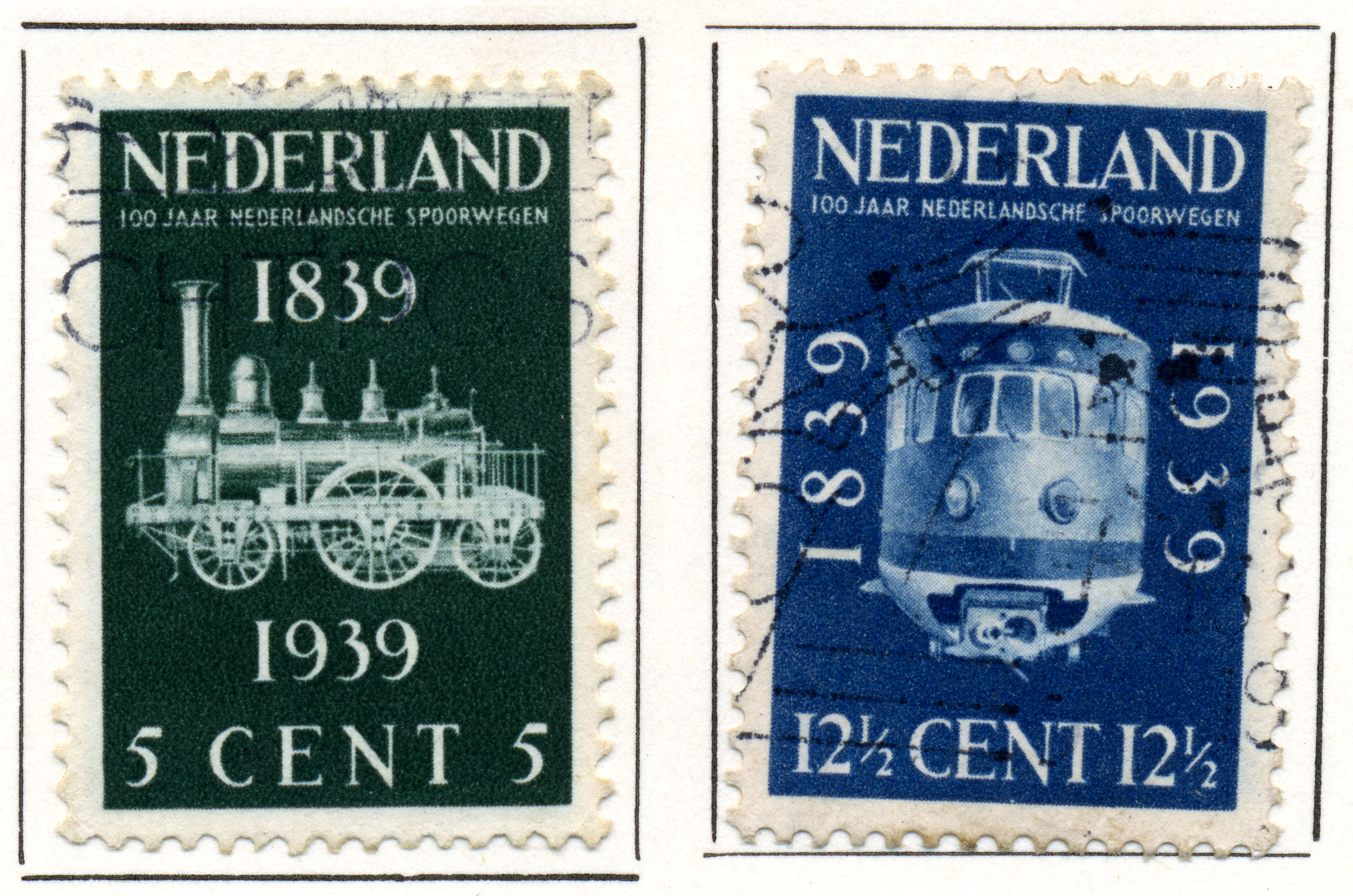
Spoorwegjubileumzegels 1939. Ontwerp van G.V.A. Röling

Röling was een zoon van journalist Gerardus Röling en Christina Maria Dorothea Taverne. Hij is de vader van Marte Röling en oudere broer van hoogleraar Bert Röling en daarmee oom van de schilder Matthijs Röling.
Röling studeerde aan de School voor Kunst, Techniek en Ambacht in Den Bosch (1923-1924) en vervolgde zijn opleiding aan de Rijksakademie van beeldende kunsten in Amsterdam (1927-1931). In het begin van zijn carrière (1926-1927) illustreerde Röling een kinderboek en een boek voor Kegs theehandel. Hij was leerling van onder anderen Hendrik Jan Wolter en Johannes Hendricus Jurres. In 1932 won hij de Thérèse van Duyl-Schwartzeprijs, met een portret van zijn vrouw, de schilderes Martine Antonie (eigenlijk: Tonny Grolle). Na zijn studie maakte hij reizen naar Italië en Frankrijk. Hij was lid van Arti et Amicitiae in Amsterdam. Bij een van de tentoonstellingen van Arti won hij met zijn tekening Rivierlandschap de Willink van Collenprijs, een aanmoedigingsprijs voor jonge kunstenaars.
In 1940 werd Röling professor aan de Amsterdamse academie, als opvolger van Jurres. Hij was leider van de tekenafdeling van de academie. In 1949-1950 gaf hij les aan het Ontario College of Art in Toronto. Röling gaf les aan onder anderen Karel Appel,  Peter Vos, Corneille, Constant, Ad Dekkers, Hubertine Heijermans en zijn dochter Marte Röling. 
Vanaf 1950 woonde Röling met zijn gezin in Laren. Hij overleed in 1981, op 76-jarige leeftijd.

## Enkele werken
- muurschildering in een wachtkamer van de KLM op Schiphol
- fresco Ars Musica (1935) voor het Haags Gemeentemuseum
- wandpanelen voor de Nieuw Amsterdam (1938) van de Holland-Amerika Lijn